# یغیا جرجیان
یغیا «یغیک» جرجیان (ارمنی: Եղիկ Ճէրէճեան زاده ۱۹۵۷) یک مؤلف و چهره سیاسی اهل لبنان-ارمنستان بود.

## زندگی‌نامه
وی در «مدرسه ارمنی هواگیمیان-مانوکیان» تحصیل نمود و از دانشگاه پزشکی دولتی ایروان فارغ‌التحصیل شد. جرجیان عضو هیئت تحریره روزنامه آرارات دیلی می‌باشد. وی ویراستار سابق "Ararad Youth" بود. جرجیان ۱۲ کتاب و تعدادی زیادی مقاله دربارهٔ ارمنستان و خاورمیانه به چاپ رسانیده است.
وی از سال ۱۹۹۵ عضو کمیته مرکزی حزب سوسیال دموکرات هنچاکیان می‌باشد. وی چهار دوره بین سال‌های ۱۹۹۲ تا ۲۰۰۹ عضو مجلس نمایندگان لبناناز حوزه انتخابیه بیروت انتخاب شد.
وی با هوری جرجیان ازدواج کرده است.

## تالیفات
- Martyrs on Bloody Path, نوشته دکتر یغیا جرجیان، بیروت، ۱۹۸۹
- Panturanism پان‌تورانیسم، ۱۹۹۸
- Pandukht پاندوخت، ۱۹۹۹
- The Ottoman Parliamentary Elections of 1912 and the Western Armenians, ۲۰۰۷
- From the Ones Who Built the Road to Eternity, 2014[۴]
- Medzn Mourat, ۲۰۱۶, ۲۴۸ صفحه، شابک ‎۹۷۸−۹۹۳۹−۸۶۰−۲۲−۰